# Оркомоне Урегори (Авелино)
Оркомоне Урегори је насеље у Италији у округу Авелино, региону Кампанија.
Према процени из 2011. у насељу је живело 23 становника. Насеље се налази на надморској висини од 701 м.